# Morrow, Ohio
Morrow là một làng thuộc quận Warren, tiểu bang Ohio, Hoa Kỳ. Năm 2010, dân số của làng này là 1188 người.

## Dân số
- Dân số năm 2000: 1286 người.
- Dân số năm 2010: 1188 người.